# Loxosceles piura
Espèce
Loxosceles piura est une espèce d'araignées aranéomorphes de la famille des Sicariidae.

## Distribution
Cette espèce est endémique de la région de Piura au Pérou,.

## Description
Le mâle holotype mesure 6,3 mm et la femelle 7,3 mm.

## Publication originale
- Gertsch, 1967 : The spider genus Loxosceles in South America (Araneae, Scytodidae). Bulletin of the American Museum of Natural History, vol. 136, no 3, p. 117-174 (texte intégral).